# Enrico Miletto
Enrico Agostino Cesare Miletto (Torino, 28 febbraio 1975) è uno storico italiano.

## Biografia
È ricercatore all'Istituto piemontese per la storia della Resistenza e della società contemporanea “Giorgio Agosti”, alla Fondazione Vera Nocentini e collaboratore dell'ISRSC BI-VC. Autore di saggi, ricerche e volumi collettanei sulle tematiche della Torino industriale, dell'emigrazione e della seconda guerra mondiale in provincia di Torino, si occupa da tempo delle vicende legate al confine orientale d'Italia, con particolare riferimento all'esodo giuliano dalmata. Ha lavorato alla produzione di testi teatrali ed è sceneggiatore dei documentari “Vanchiglia-Torino: storie di ieri” (2003), “L'odore della gomma” (2005) e “Radio Singer” (2009).

## Pubblicazioni
- Enrico Miletto, Sotto un altro cielo. Donne immigrate a Torino: generazioni a confronto, Torino, Angolo Manzoni, 2004.
- Enrico Miletto, Con il mare negli occhi. Storia, luoghi e memorie dell’esodo istriano a Torino, Milano, Franco Angeli, 2005.
- Enrico Miletto, Istria allo specchio. Storia e voci di una terra di confine, Milano, Franco Angeli, 2007.
- Enrico Miletto, Arrivare da lontano. L'esodo istriano, fiumano e dalmata nel biellese, nel Vercellese e in Valsesia, Varallo, Istituto per la storia della Resistenza e della società contemporanea nelle province di Biella e Vercelli "Cino Moscatelli", 2010.
- Enrico Miletto, Le due Marie Vite sulla frontiera orientale d'Italia, Brescia, Scholé, 2022, ISBN 9788828404774.

Applicazioni web:
- Enrico Miletto, Carlo Pischedda, "Torino 1938|45. I luoghi della memoria. La città delle fabbriche" in

"https://web.archive.org/web/20111215183540/http://www.istoreto.it/pubblicazioni/multimedia/citta_fabbriche.htm", Istoreto 2004
- Enrico Miletto, Carlo Pischedda, "L'esodo istriano-fiumano-dalmata in Piemonte. Per un archivio della memoria" in

"http://intranet.istoreto.it/esodo/",  Istoreto - Regione Piemonte - Provincia di Torino  2009